# Centro Storico Fiat
Il Centro Storico Fiat è un museo e archivio aziendale con sede a Torino. Espone automobili, aeroplani, treni, trattori, camion, biciclette, lavatrici, frigoriferi con marchio Fiat. Modellini in scala, ricostruzioni di parti del processo produttivo, manifesti e bozzetti pubblicitari completano la collezione. La parte archivistica conserva più di 5.000 metri lineari di documenti cartacei, 300.000 disegni tecnici, 5.000 tra volumi e riviste di automobilismo e storia industriale, 6 milioni di immagini, 200 ore di filmati storici. Di particolare interesse i fondi dei progettisti Dante Giacosa e Giuseppe Gabrielli.

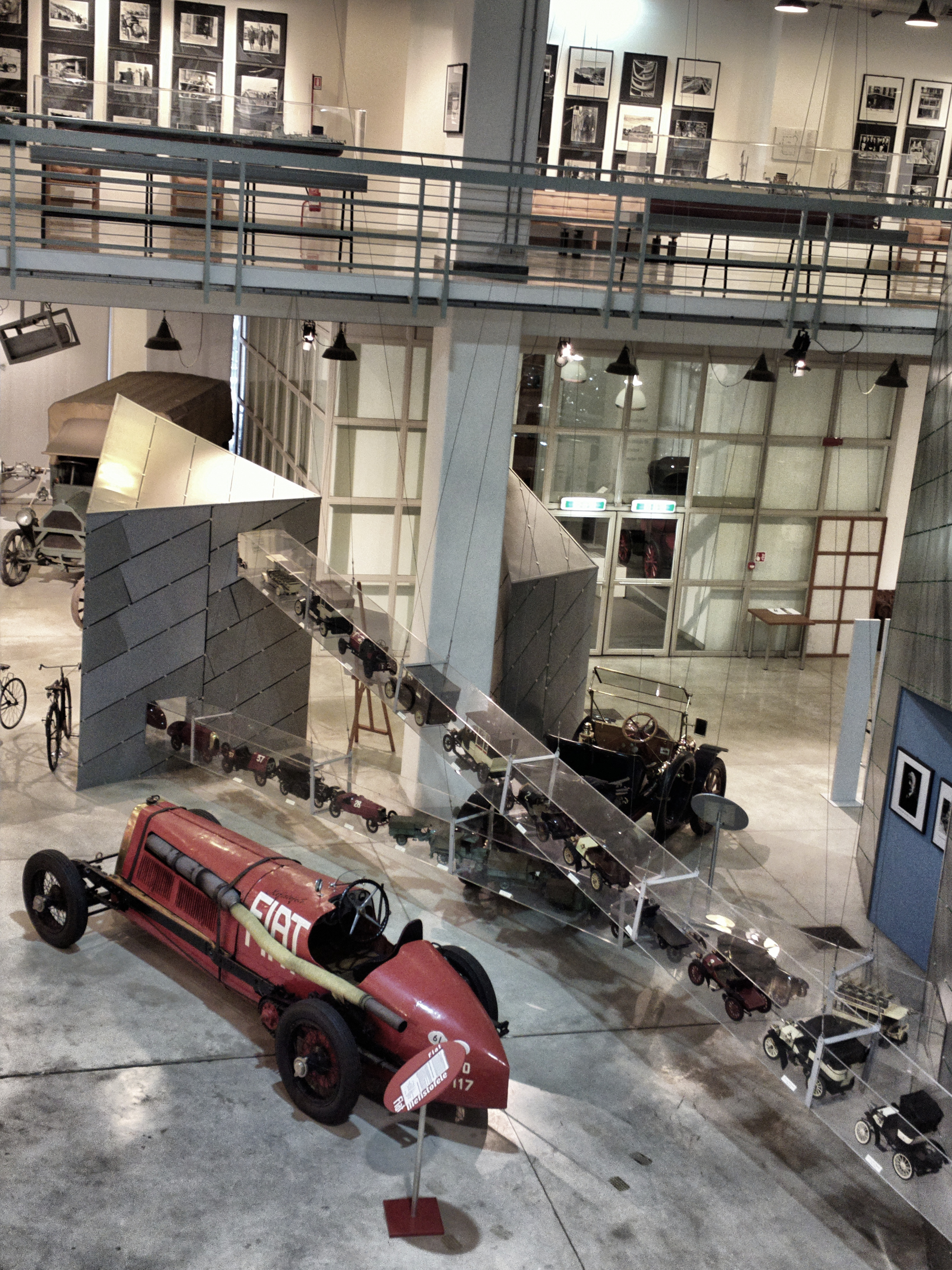
Centro Storico Fiat

## Storia

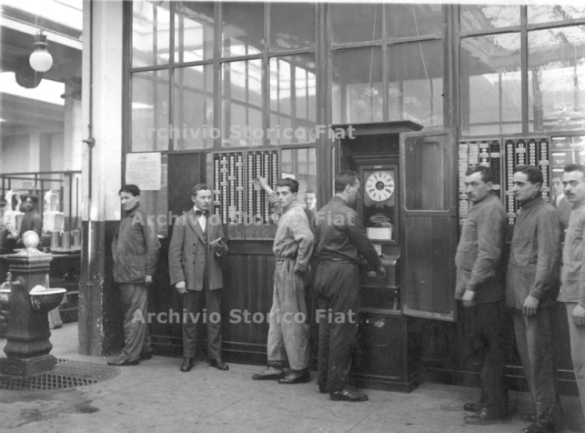
Stabilimento Fiat di corso Dante, ingresso dell'officina ricambi, 1916

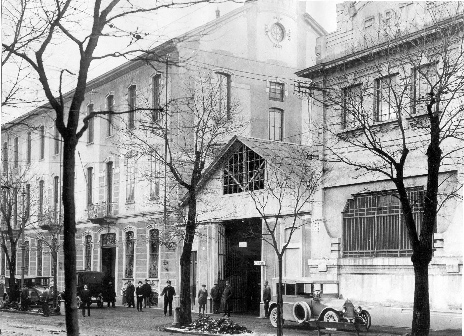
1916 Stabilimenti Fiat di corso Dante Alighieri.

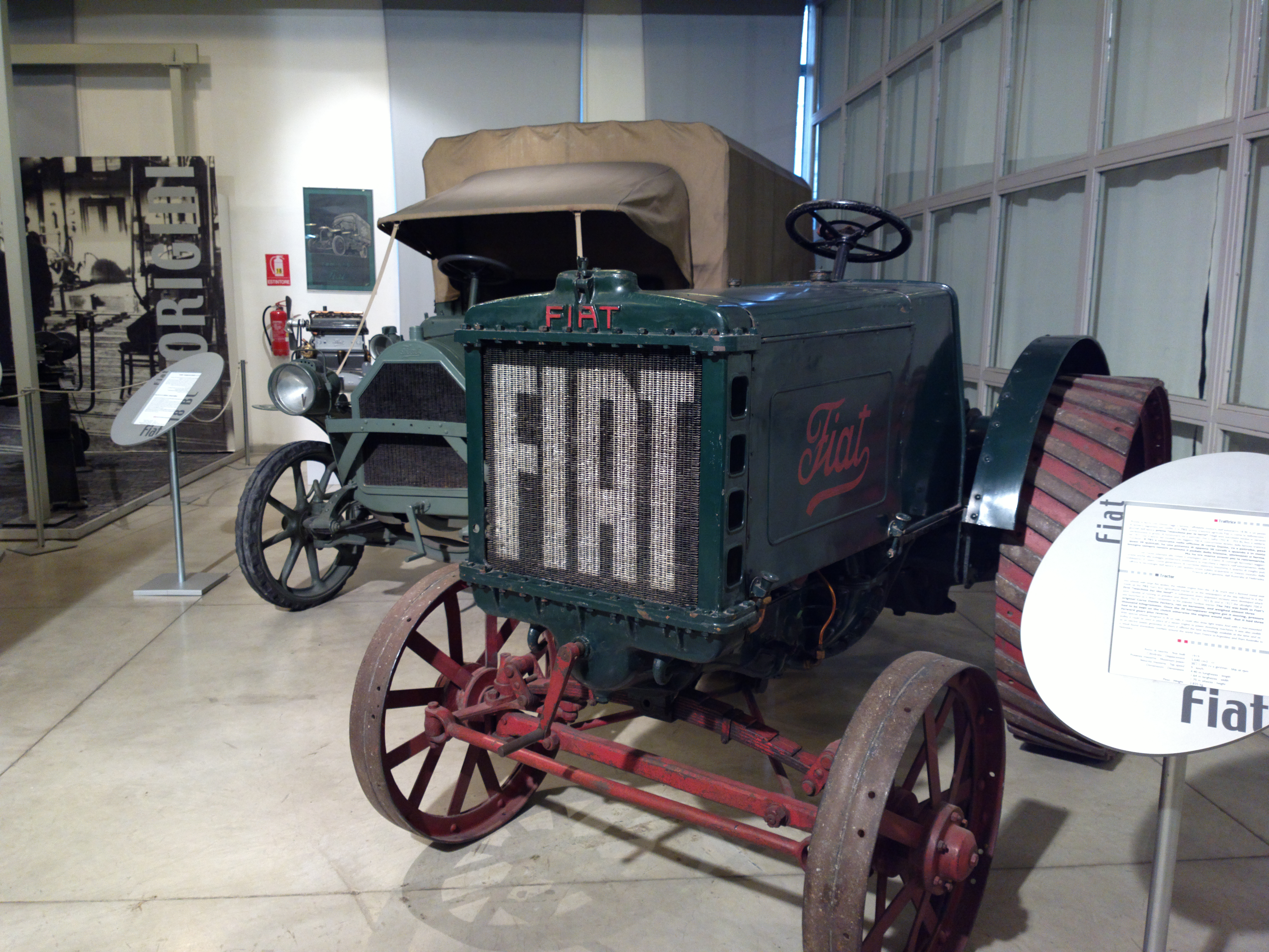
Trattrice Fiat 702 e autocarro Fiat 18BL.

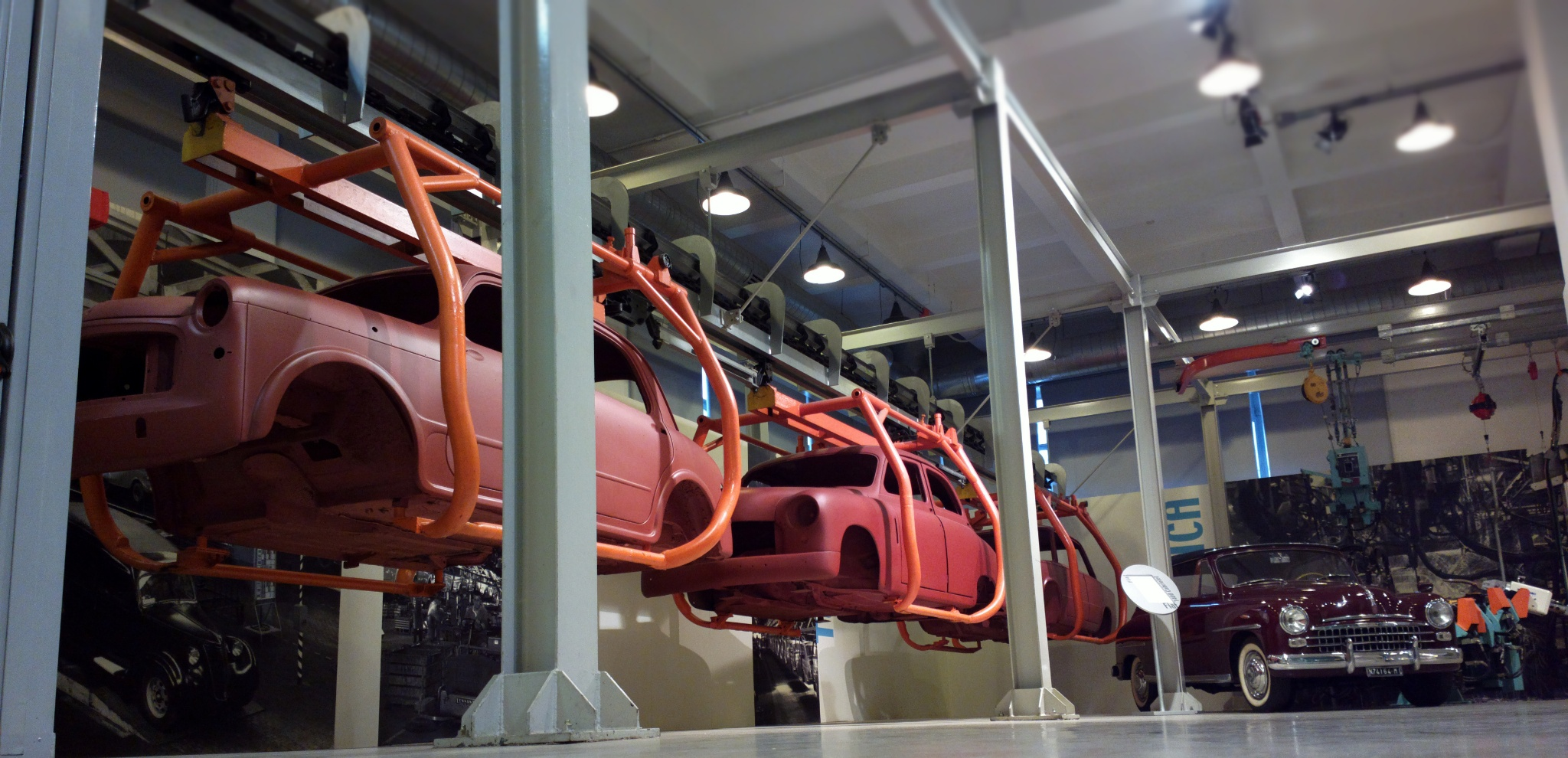
Linea di montaggio

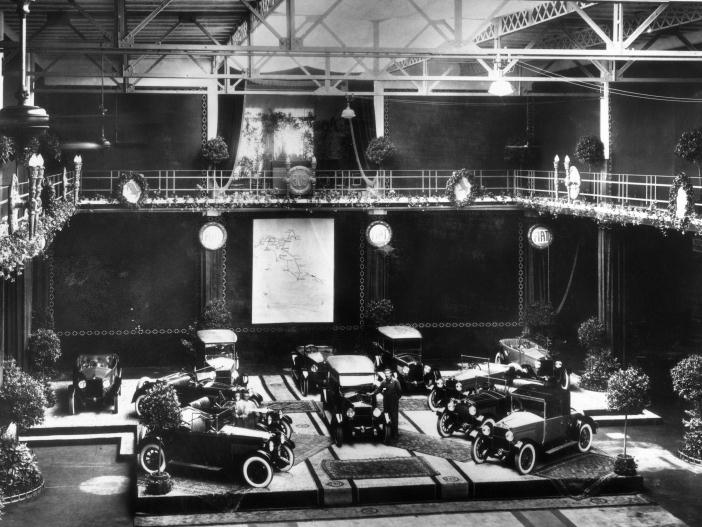
1925. Lancio della Fiat 509 nei locali dell'attuale Centro Storico Fiat

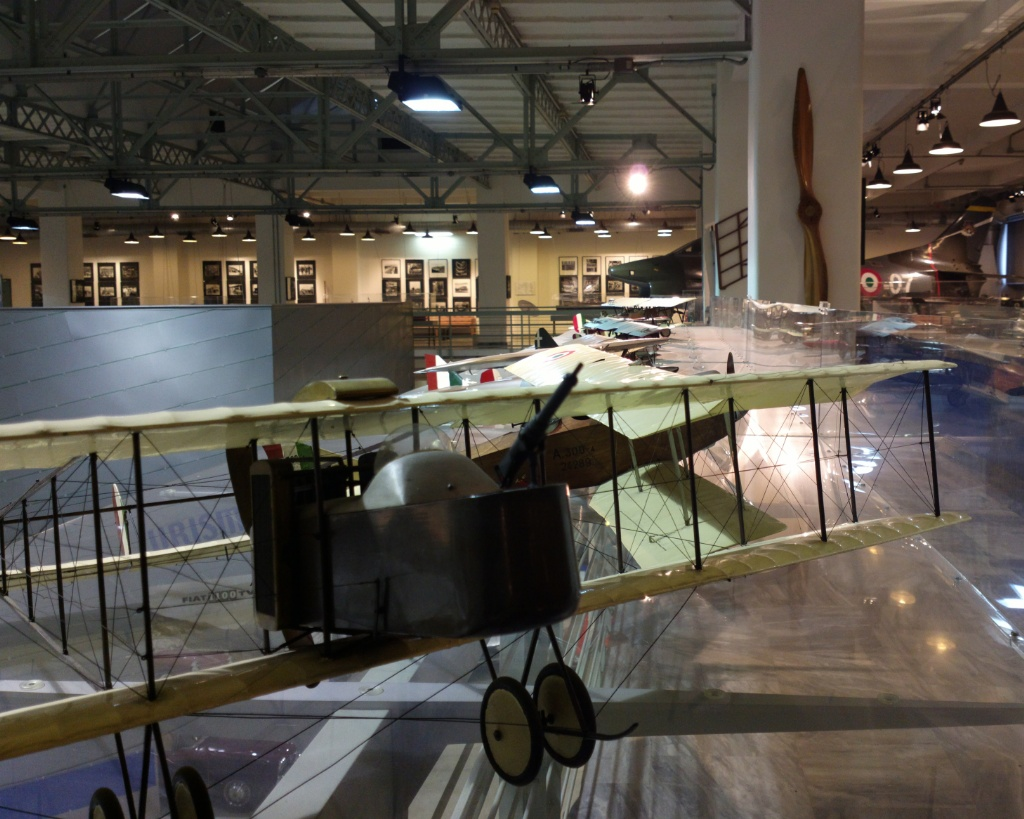
Modellini e Fiat G.91

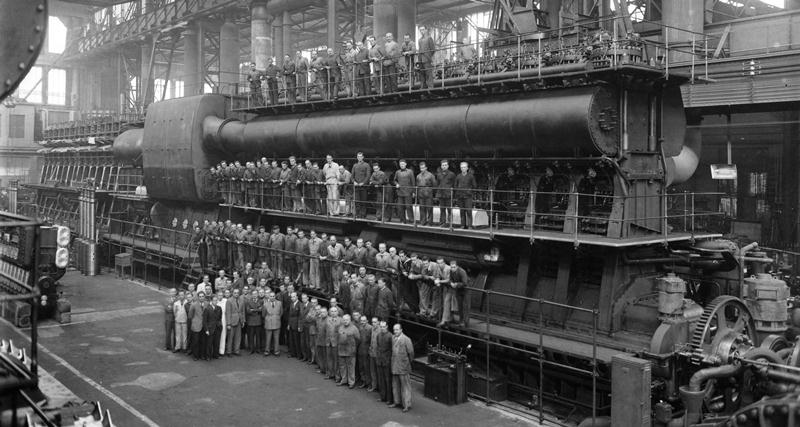
Fiat Grandi Motori

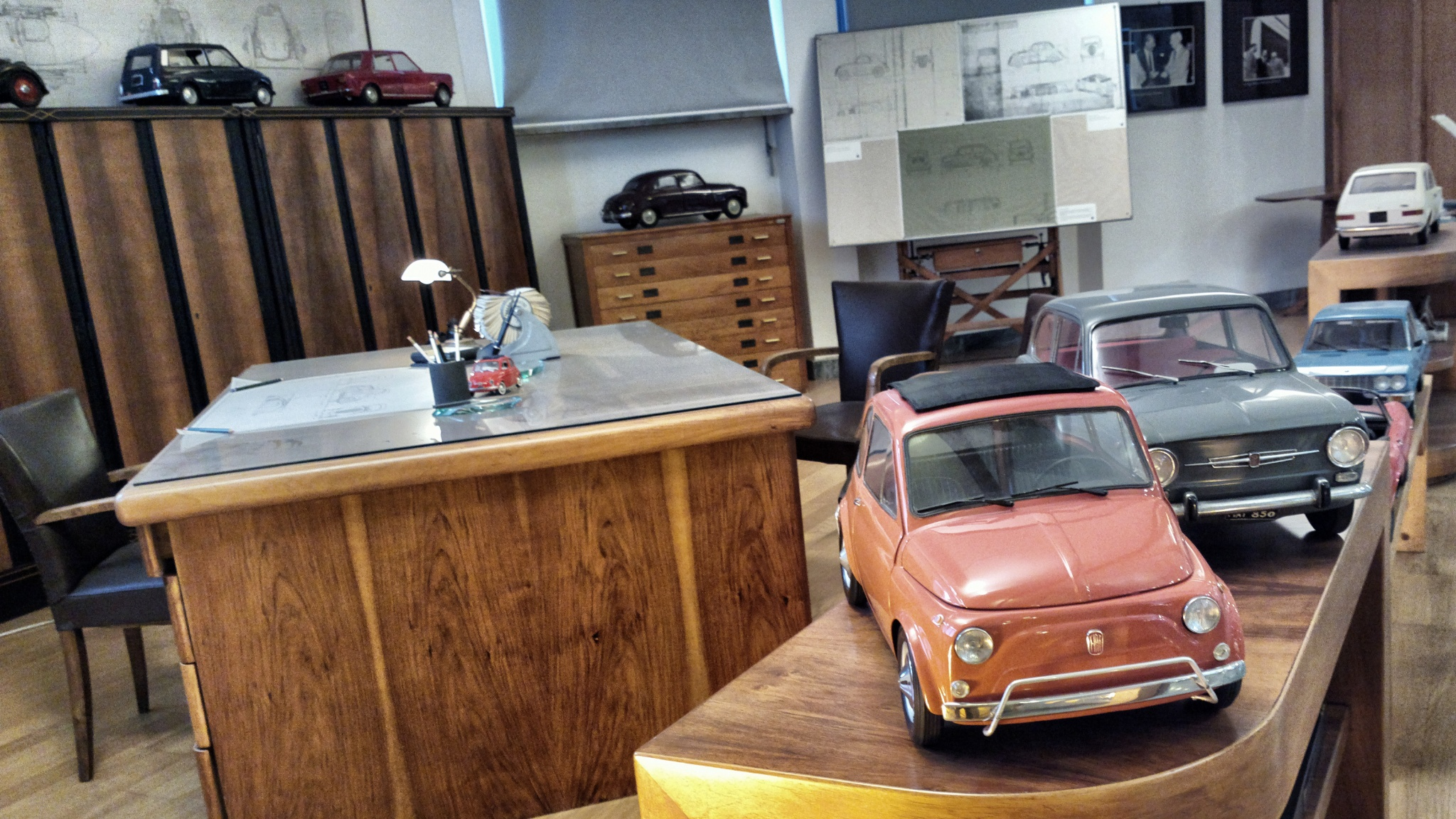
Ufficio di Dante Giacosa

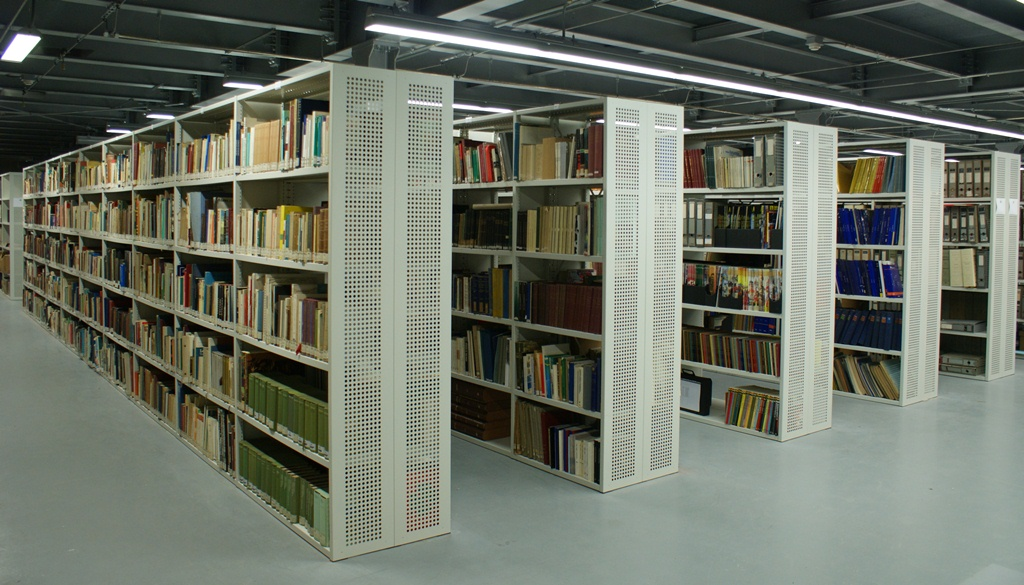
Centro Storico Fiat. Area Archivi

Il Centro Storico Fiat ha sede nel primo ampliamento delle officine di corso Dante Alighieri a Torino dove nacque l'azienda. Opera di Alfredo Premoli, apprezzato esponente del liberty torinese, fu progettato e realizzato fra il 1904 e il 1906 e inaugurato nel 1907. Fu officina di produzione e finitura, rimessa, magazzino, sede di rappresentanza della casa automobilistica torinese.
L'idea di un museo e centro di documentazione nacque nel 1961, sull'onda dell'entusiasmo per le celebrazioni del centenario dell'Unità d'Italia. Operativo dal 1963, le sue sale ospitarono eventi importanti per la storia dell'azienda, primo fra tutti la firma, il 4 maggio 1966, dell'accordo che portò alla costruzione di uno stabilimento nella città russa di Togliatti per produrre la Zhiguli, una versione leggermente modificata della Fiat 124.
Nel 1999, in occasione del centenario Fiat, è stato ristrutturato e riallestito ad opera degli architetti Gabetti ed Isola.
Nel 2011 sono stati quadruplicati gli spazi destinati agli archivi, realizzata una nuova sala consultazione, aperta stabilmente al pubblico, esclusivamente la domenica, la parte museale.
Da dicembre 2024 il Centro Storico Fiat ha riaperto al pubblico, ed è visitabile dal martedì alla domenica; la parte relativa agli archivi resta consultabile previa richiesta di appuntamento.

## Percorso espositivo
L'area espositiva, sotto tutela di FCA Heritage (il dipartimento costituito da FCA Italy per la divulgazione, la promozione del patrimonio storico, automobilistico e archivistico dei marchi italiani, di proprietà del gruppo Stellantis), si sviluppa su due piani per un totale di circa 3000 metri quadri suddivisi per aree tematiche.

### Origini
Dal 1899 - anno della fondazione - al grande balzo produttivo della prima guerra mondiale. Da segnalare: la 3 ½ Hp, prima vettura Fiat; il 18BL, autocarro che motorizzò l'esercito italiano, e la trattrice Fiat 702, che del 18BL condivideva il motore; i cicli Fiat, in versione turismo e militare.

### Competizioni
Campo di sperimentazione per soluzioni tecnologiche d'avanguardia e mezzo pubblicitario, le competizioni mantennero un ruolo importante anche dopo che, nel 1927, la Fiat cessa di avere una squadra corse ufficiale. Sono presenti due pezzi unici: la Mefistofele, autovettura realizzata installando un motore aeronautico Fiat A.12 sul telaio di una Fiat SB4; la Fiat 8V con carrozzeria in vetroresina, dallo spessore 3 millimetri e peso di soli 48 chilogrammi.

### Ammiraglie
Vetture di alta gamma prodotte nello stabilimento del Lingotto come la 525SS.

### Stile ‘30
Presente la Fiat 700 prototipo, col basamento del motore in alluminio. Presentata a Mussolini nel 1939, avrebbe dovuto essere il primo modello del neonato stabilimento di Mirafiori. Lo scoppio della seconda guerra mondiale ne bloccò la produzione.

### Tecnica
Area dedicata non ai prodotti, ma ai processi produttivi. Presente un segmento di linea di montaggio (proveniente da Mirafiori) con ganci Webb.

### Multiuso
Vetture progettate per il lavoro, presente la Fiat 509, il cui lancio avvenne, nel 1925, proprio all'interno dei locali dell'attuale Centro Storico Fiat. Fu la prima Fiat venduta a credito ed ebbe notevole diffusione anche come taxi e veicolo commerciale.

### Utilitarie
Presenti le Tipo Zero, la 600, la Topolino amaranto che appartenne a Dante Giacosa oltre a numerosi altri modelli.

### Zhiguli
Area dedicata allo stabilimento di Togliatti e alla Lada Zhiguli.

### Gran Turismo
Gli anni della dolce vita rappresentati dalla 1100TV (Turismo Veloce).

### Treni
La Fiat fu attiva nel settore ferroviario dal 1917 al 2000. Presente il carrello della Littorina.

### Fiat in casa
Lavatrici e frigoriferi prodotti su licenza Westinghouse.

### Aviazione
La Fiat fu attiva nel campo dell'aviazione dal 1908 al 2003. Da segnalare: i motori dei record, dallo SPA Faccioli allo SPA 6A, il Fiat A.14, l'A.22T, AS.3, A.22R, A.30RA, A.50, AS.6, A.80; il G.91, cacciabombardiere ricognitore capace di operare da piste di fortuna, vincitore di un concorso NATO nel 1953.

### Grandi motori
La Fiat è attiva nel campo dei motori marini e per la produzione di energia dal 1903. Presente il modello in scala 1/10 del motore Fiat 9012 S, potenza di 25.200 Cv (32.500 nelle prove al banco), 12 cilindri con alesaggio 900mm e corsa 1600mm. Il motore Fiat 9012 S era lungo 24 metri, alto 10, largo 6,5. Peso complessivo superiore alle 1000 tonnellate. Venne utilizzato sulla motocisterna “Carlo Cameli”, al tempo del varo (1964) la più grande nave mercantile mai costruita in Italia e la maggiore petroliera d'Europa..

### Comunicazione
Collezione di manifesti pubblicitari dal 1899 agli anni Ottanta del novecento. Tra le firme: Marcello Dudovich, Plinio Codognato, Giuseppe Riccobaldi, Giorgio Forattini.

### Dante Giacosa
Ricostruzione, con mobili originali, dell'ufficio di Dante Giacosa. In esposizione anche disegni e modellini di alcune delle vetture che il progettista e designer contribuì a creare: 1100, 500C, 500, 850, 124, 128, Dino, 127. Di fronte all'ufficio, master in legno della 500, pezzo unico che venne utilizzato per realizzare gli stampi della carrozzeria.

## Archivio
Il centro di documentazione istituito nel 1963 raccoglieva principalmente materiale già nato con finalità di comunicazione. È solo a partire dal 1984, con il progetto Archivio storico, che si inizia a concentrare, inventariare e rendere fruibile un vero archivio aziendale, che attualmente raccoglie più di 5.000 metri lineari di documenti cartacei, 300.000 disegni tecnici, 18.000 manifesti, 1.300 bozzetti, 5.000 tra volumi e riviste di automobilismo e storia industriale, 6 milioni di immagini, 200 ore di filmati storici. L'archivio documenta l'attività Fiat nel corso del Novecento, nei diversi settori e funzioni aziendali. Da segnalare i fondi relativi ad alcuni marchi o aziende confluiti e/o fuoriusciti dal perimetro Fiat: Abarth (estremi cronologici: 1930 - 1970), Autobianchi (estremi cronologici: 1955 - 1975), Fiat-Allis (estremi cronologici: 1951 - 1978), Fiat Avio (estremi cronologici: 1908 - 1985), Grandi Motori (estremi cronologici: 1900 - 1986), OM (estremi cronologici: 1849 - 1983), Lancia (estremi cronologici: 1906 - 1990), Nebiolo (estremi cronologici: 1880 - 1970), Materfer (estremi cronologici: 1881 - 1974), Teksid (estremi cronologici: 1970 - 1980), Seat (estremi cronologici: 1950 - 1980), SPA (estremi cronologici: 1906 - 1979). Da segnalare altresì i fondi dei progettisti Dante Giacosa (estremi cronologici: 1903 - 1996) e Giuseppe Gabrielli (estremi cronologici: 1908 - 1984).

## Galleria d'immagini

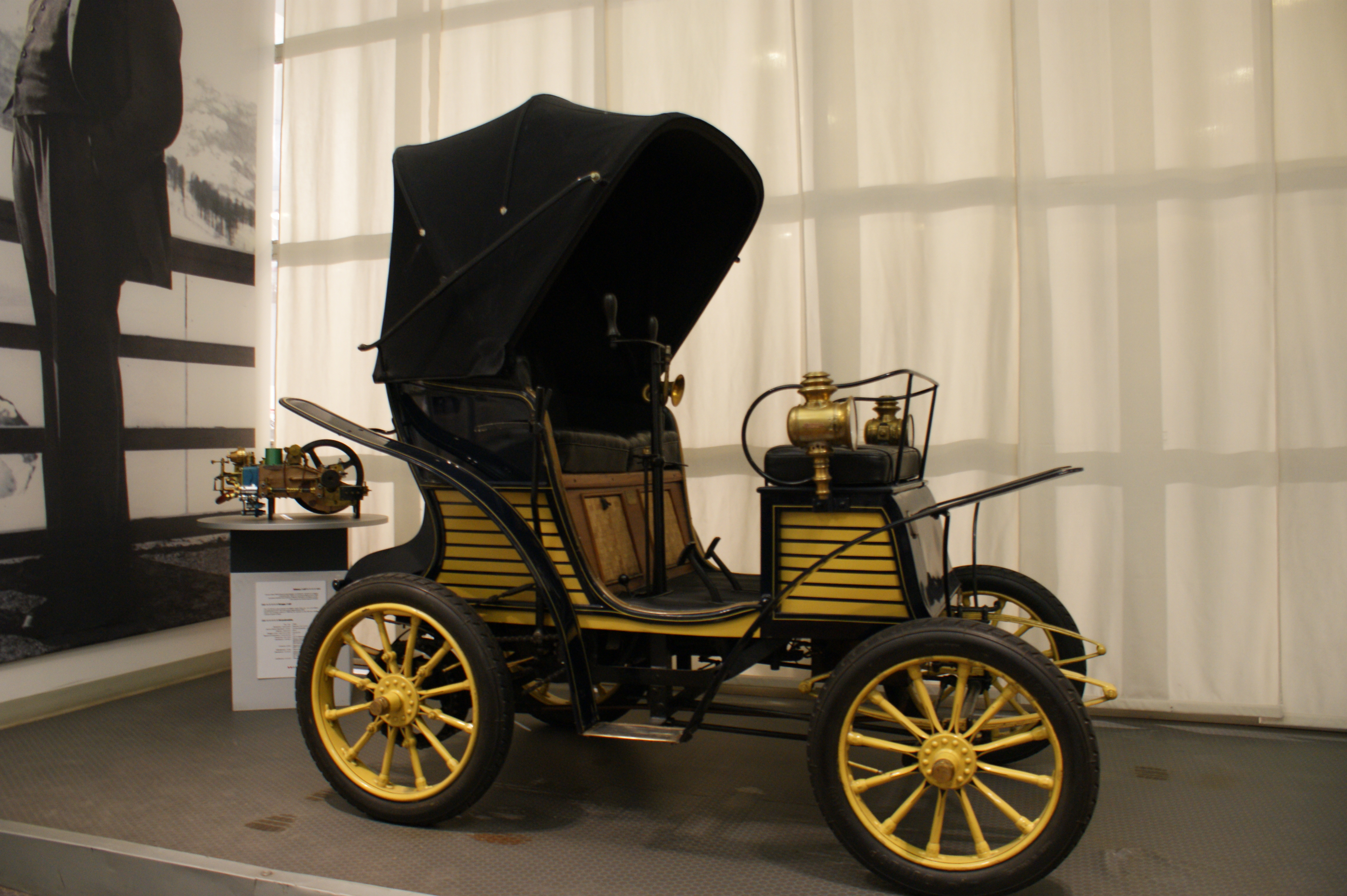
ORIGINI - Fiat 3 1/2 Hp
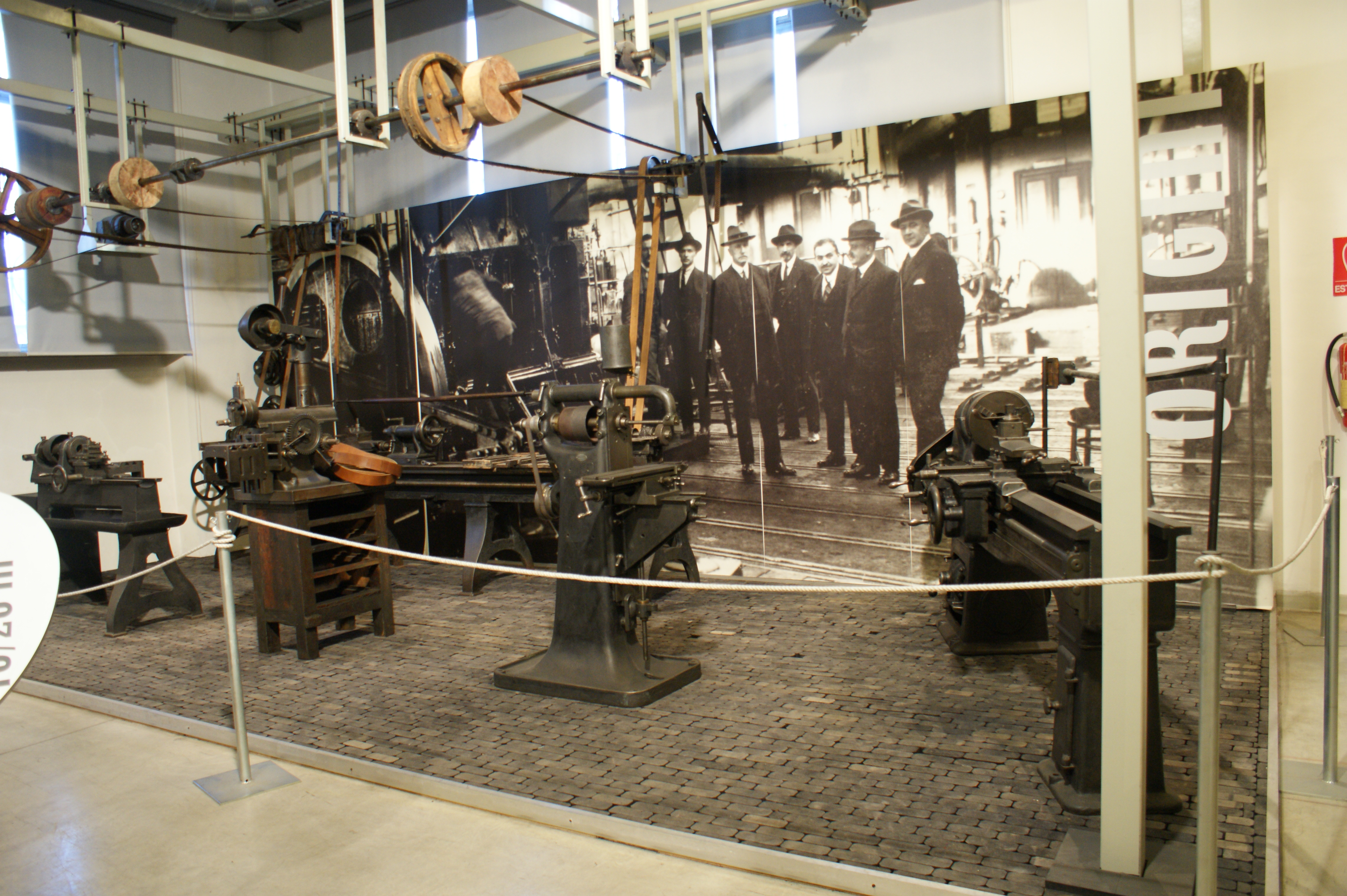
ORIGINI - Ricostruzione officina inizi Novecento
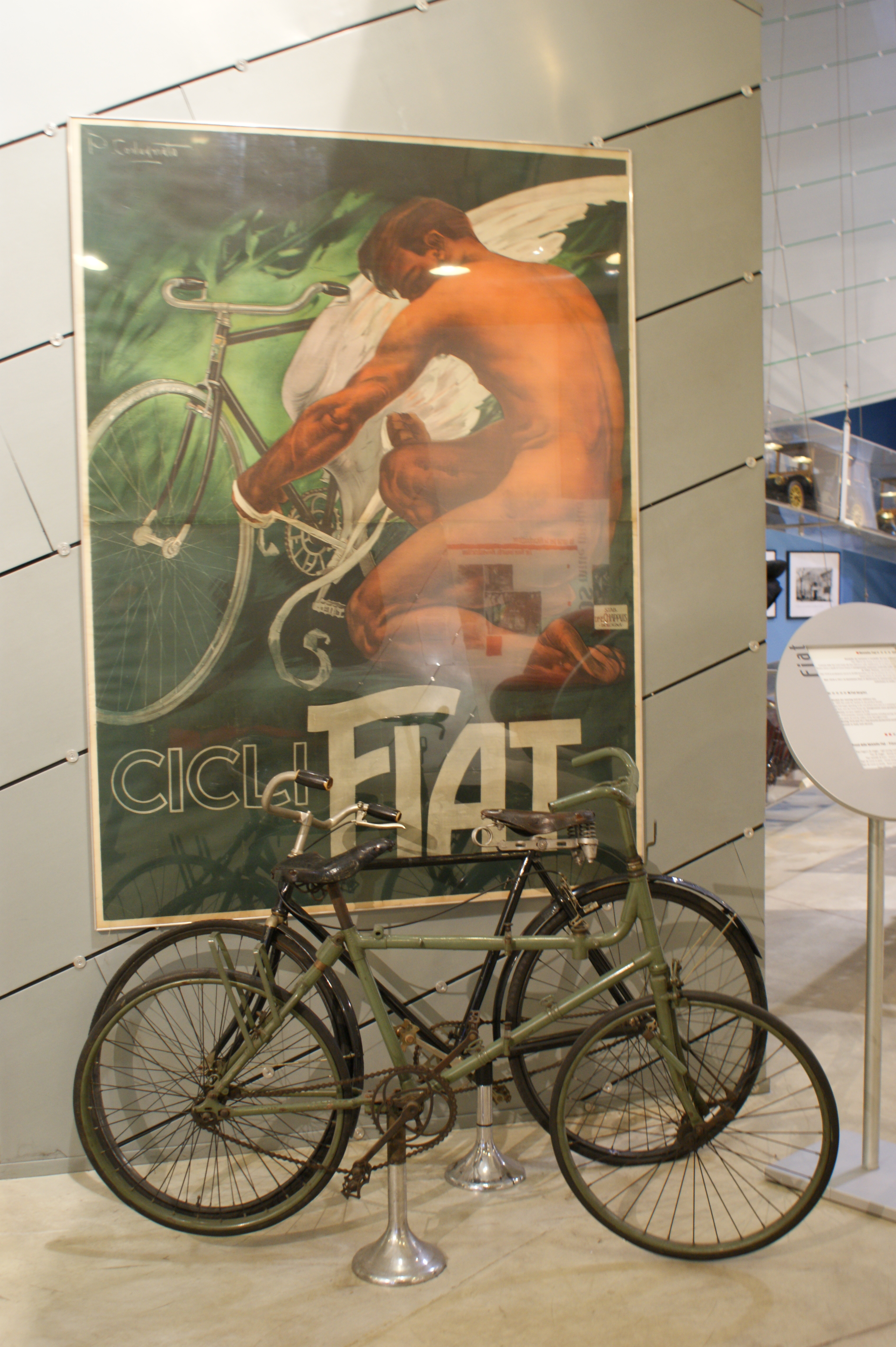
ORIGINI - Cicli Fiat
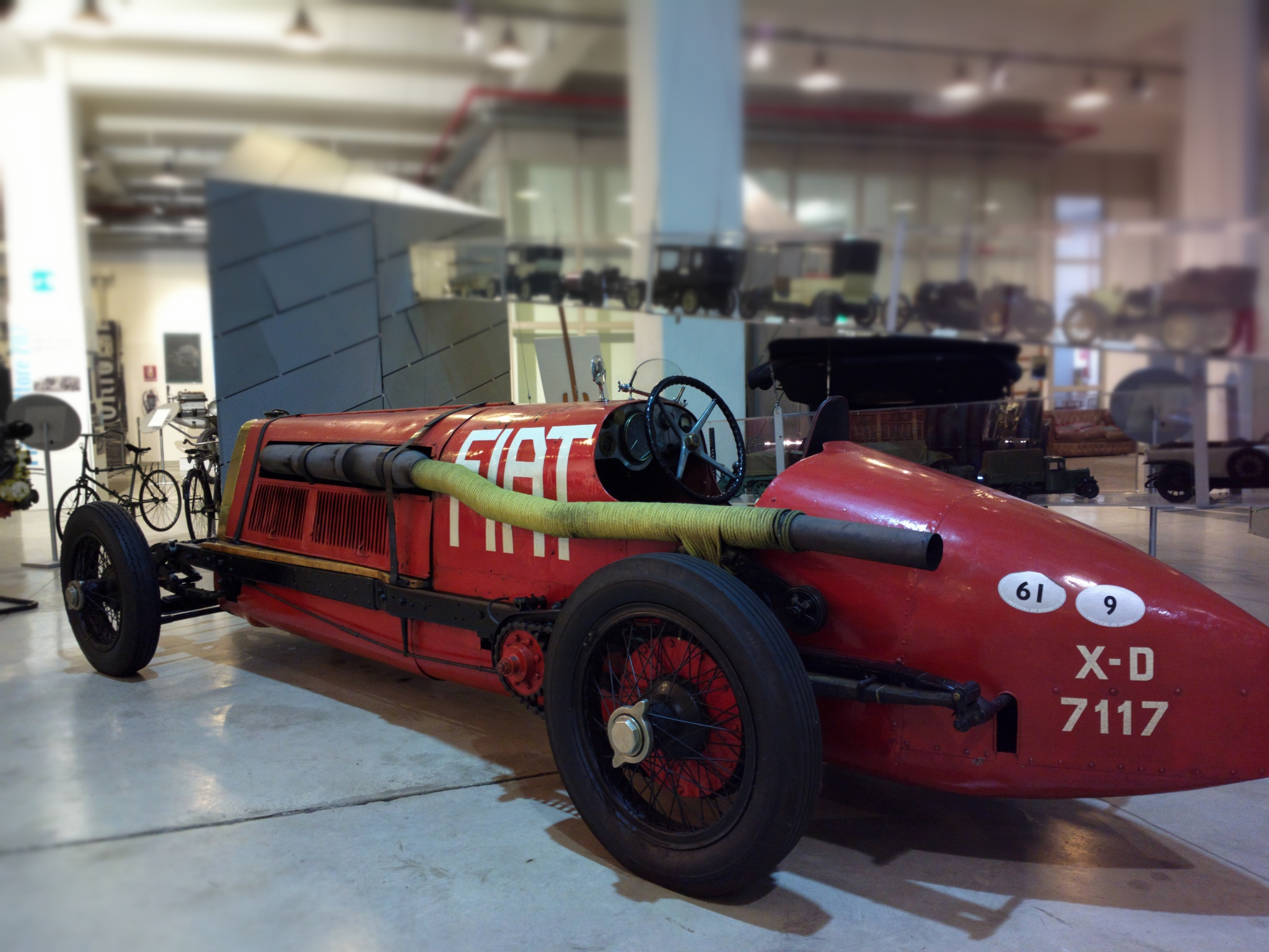
COMPETIZIONI - Mefistofele Eldridge
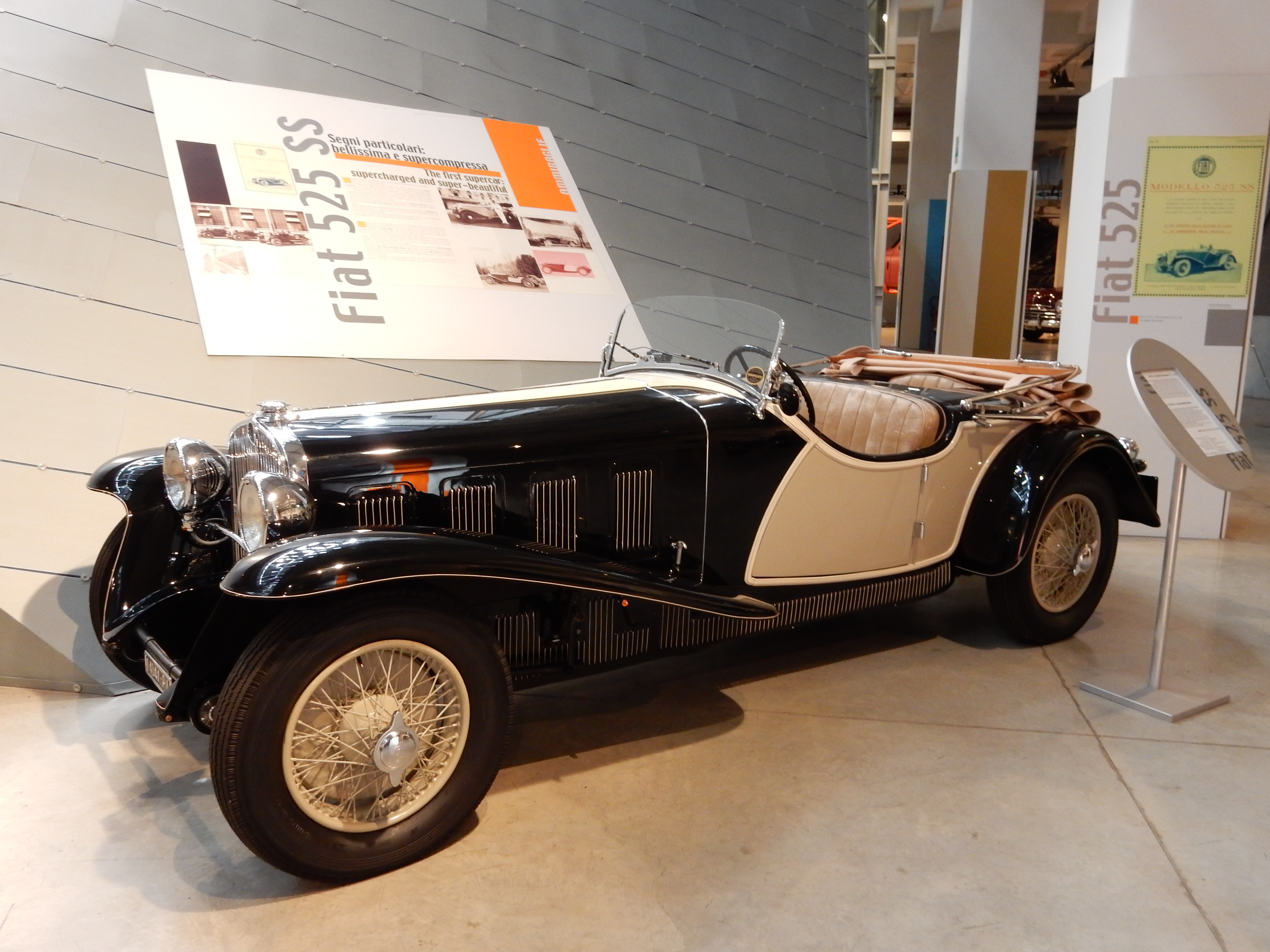
Ammiraglie - FIAT 525 SS
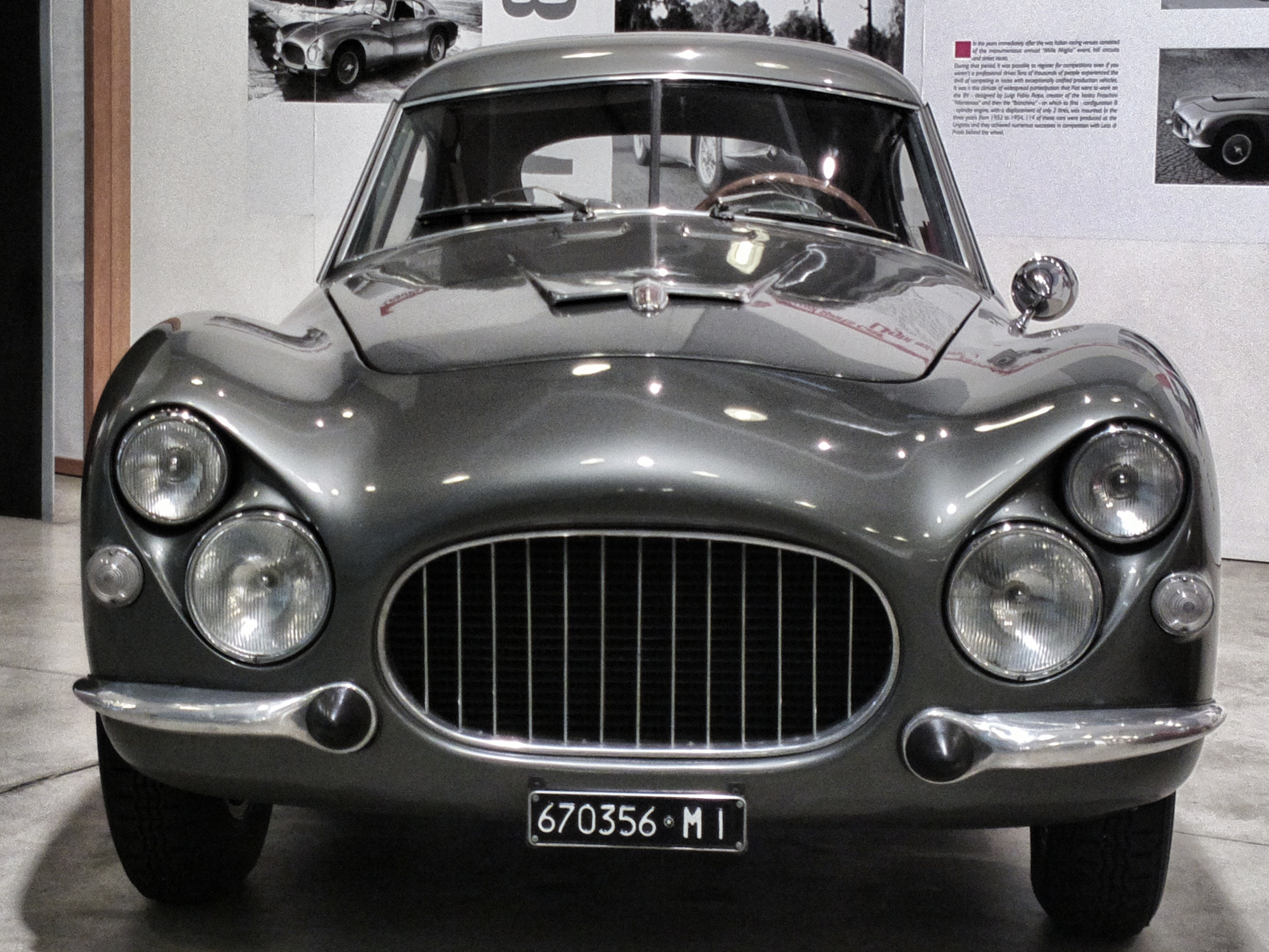
COMPETIZIONI - Fiat 8V in vetroresina
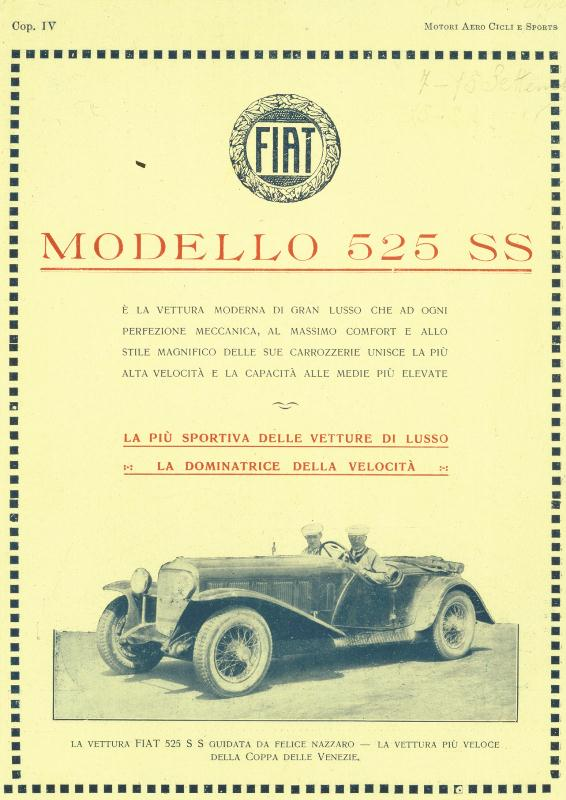
AMMIRAGLIE - 525 SS
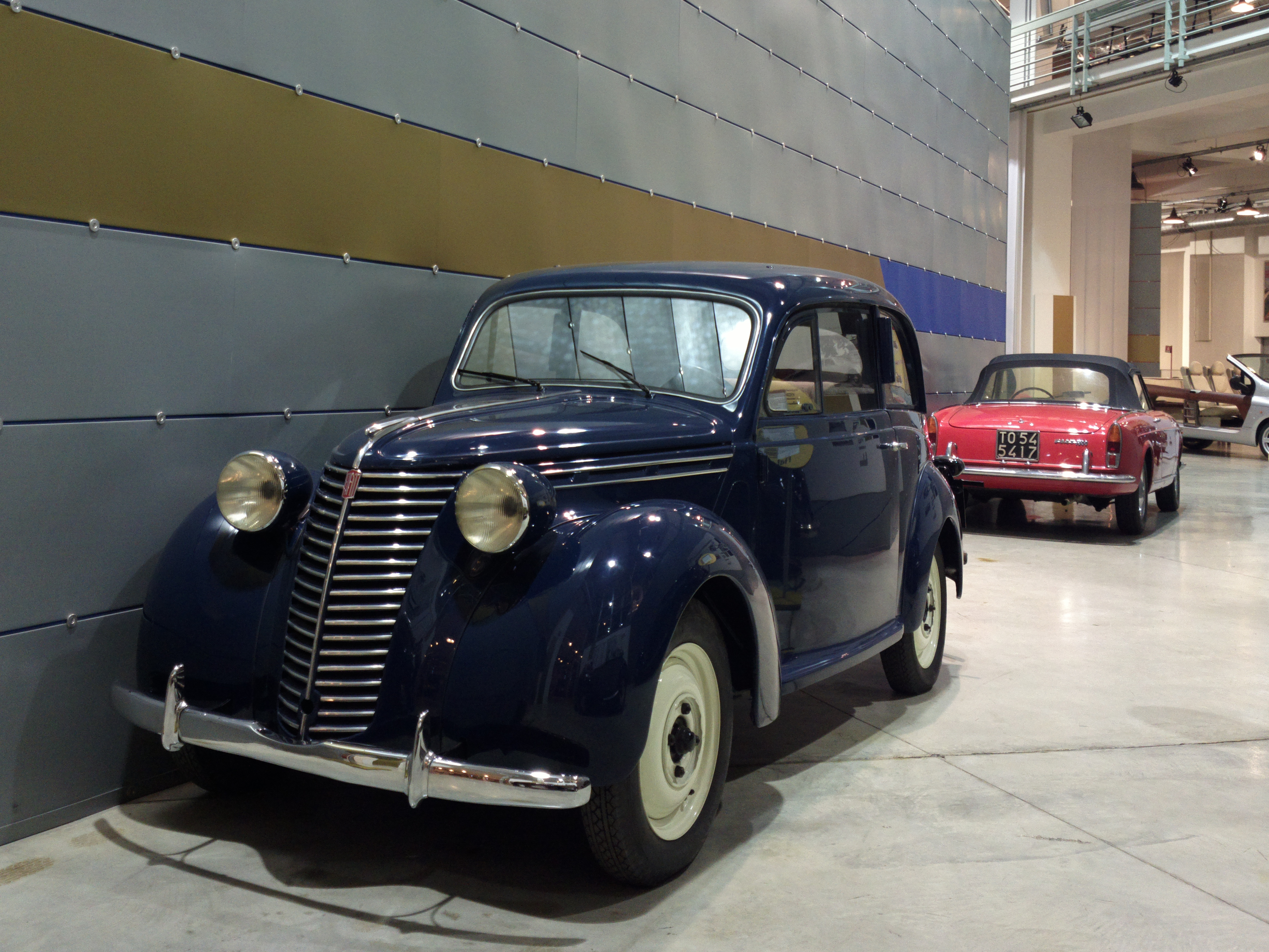
STILE ’30 - Fiat 700 prototipo
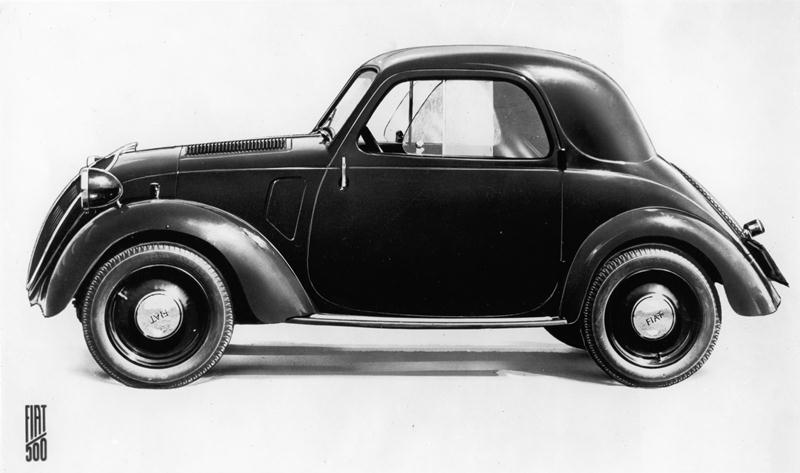
UTILITARIE - Fiat 500 Topolino
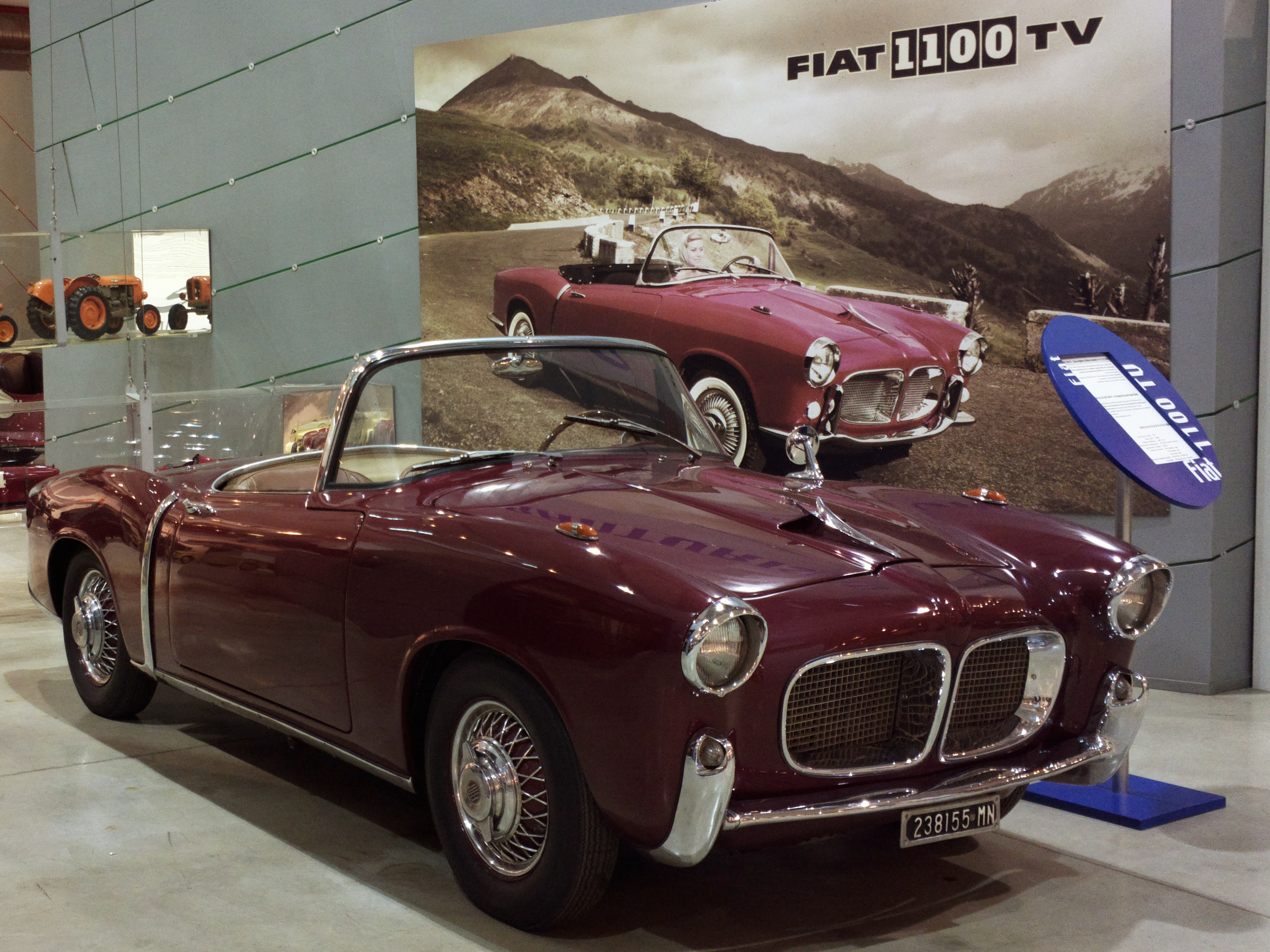
GRANTURISMO - Fiat 1100TV
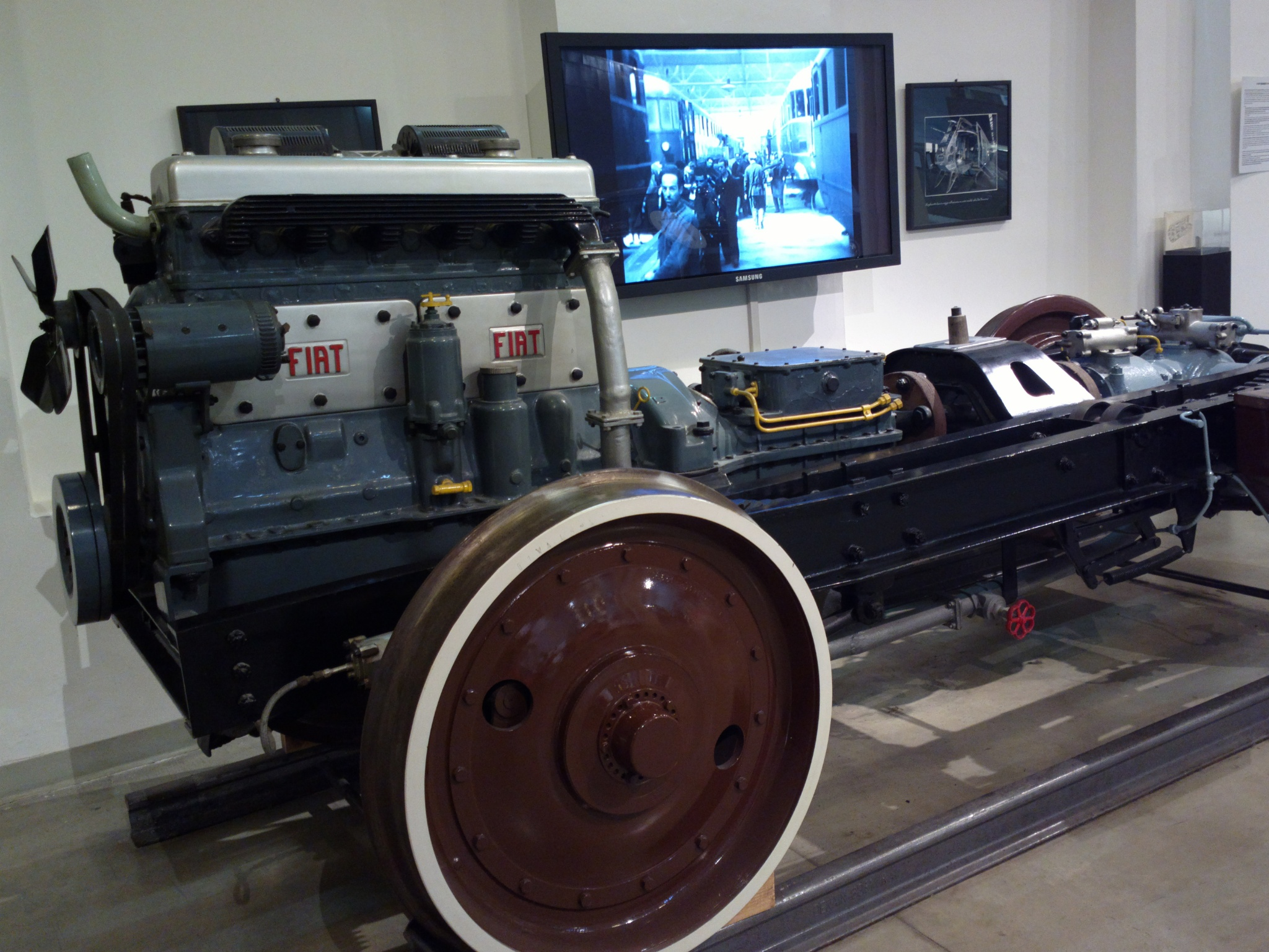
TRENI - Carrello Littorina
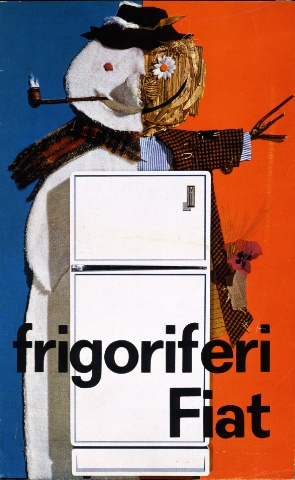
FIAT IN CASA - Frigoriferi Fiat 1961 circa
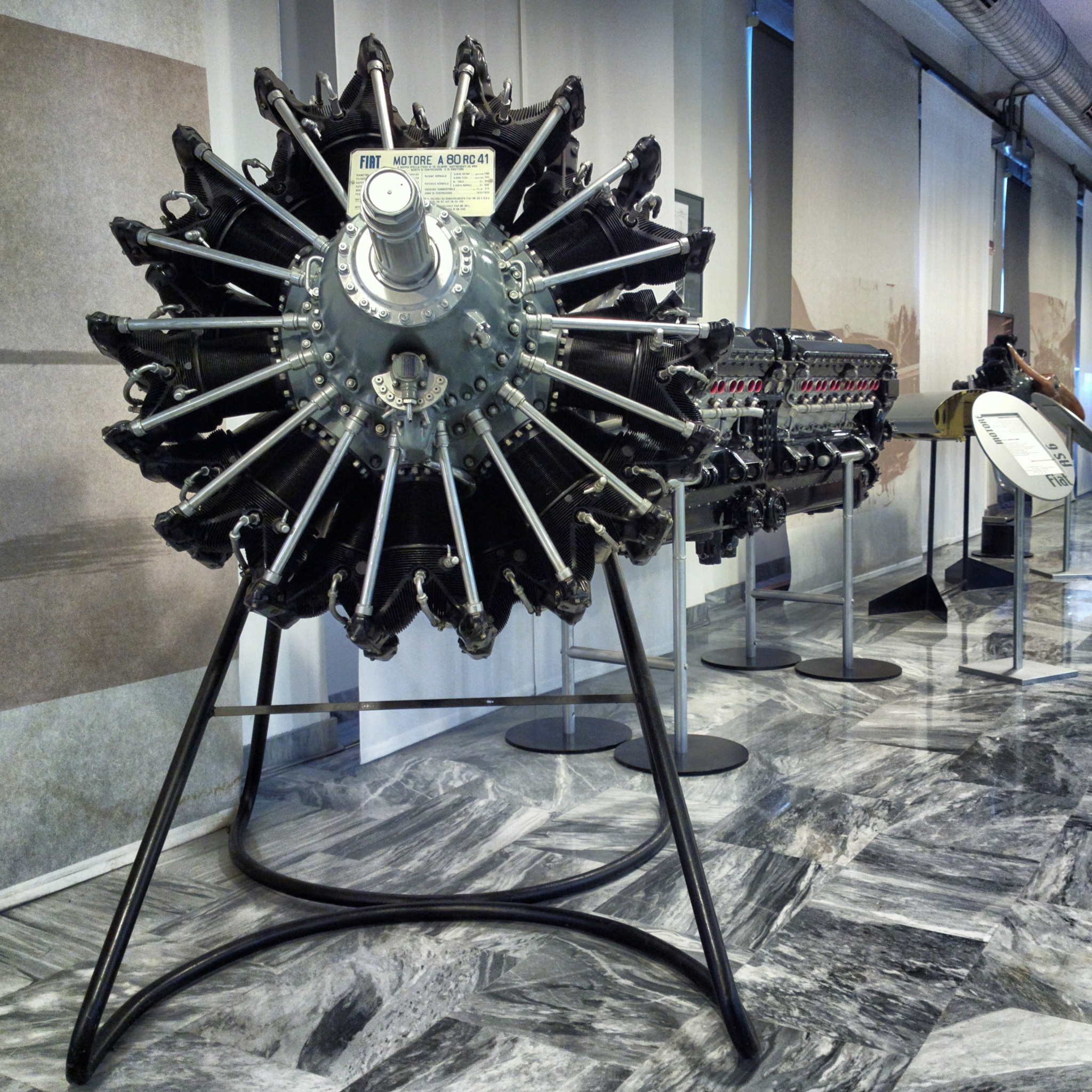
AVIAZIONE - FIAT A.80 RC 41
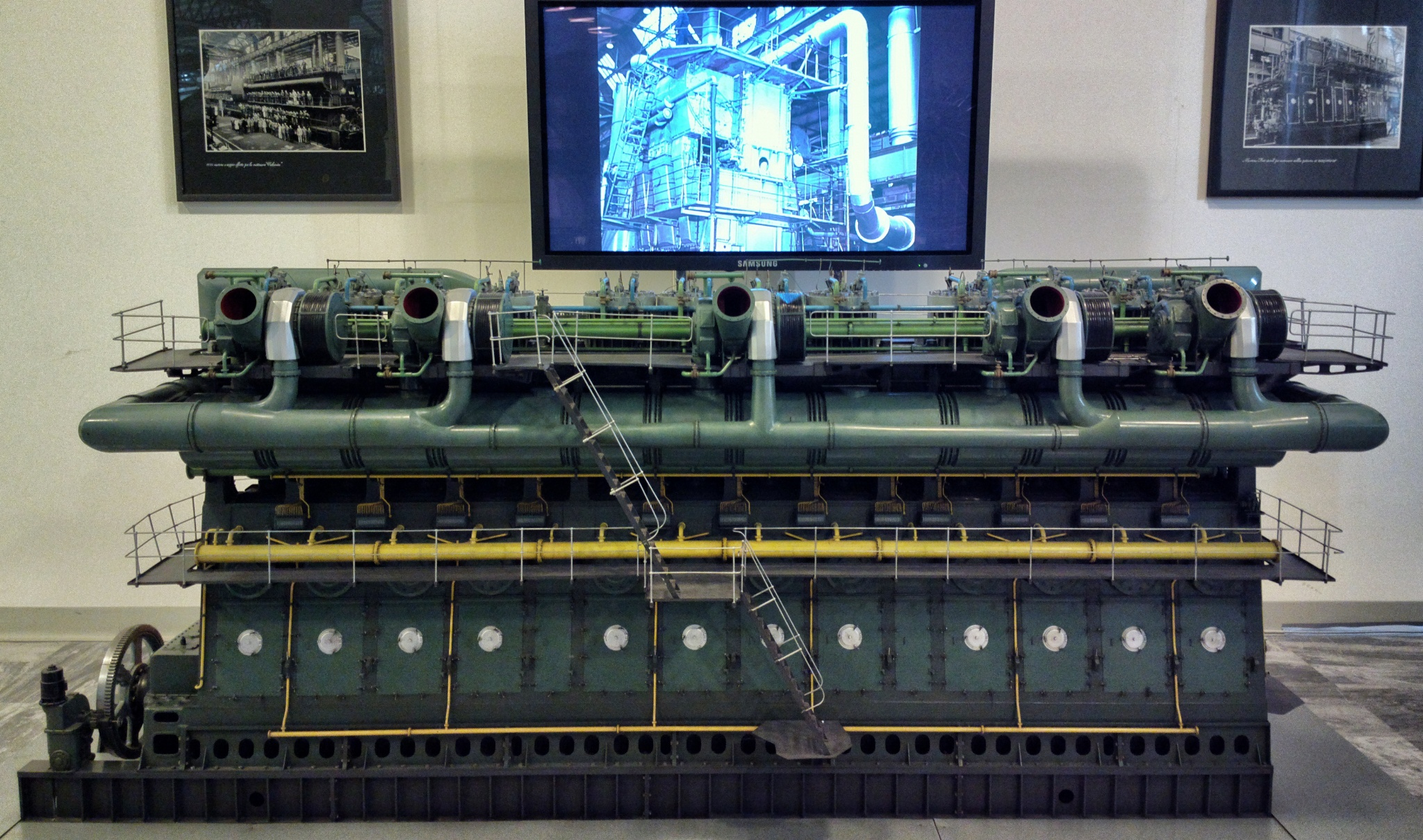
GRANDI MOTORI - Modello scala 1/10 Fiat 9012 S
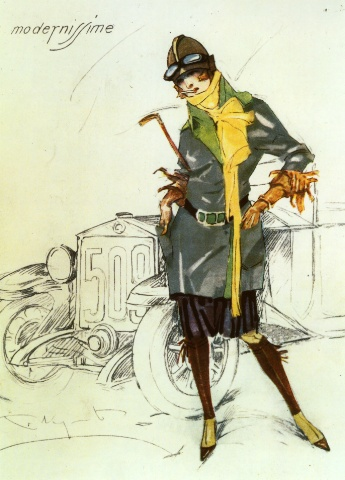
COMUNICAZIONE - Codognato, 1926. Bozzetto per Fiat 509.
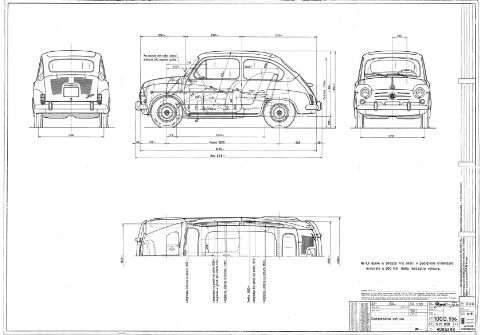
GIACOSA - Fiat 600 versione D del 1961
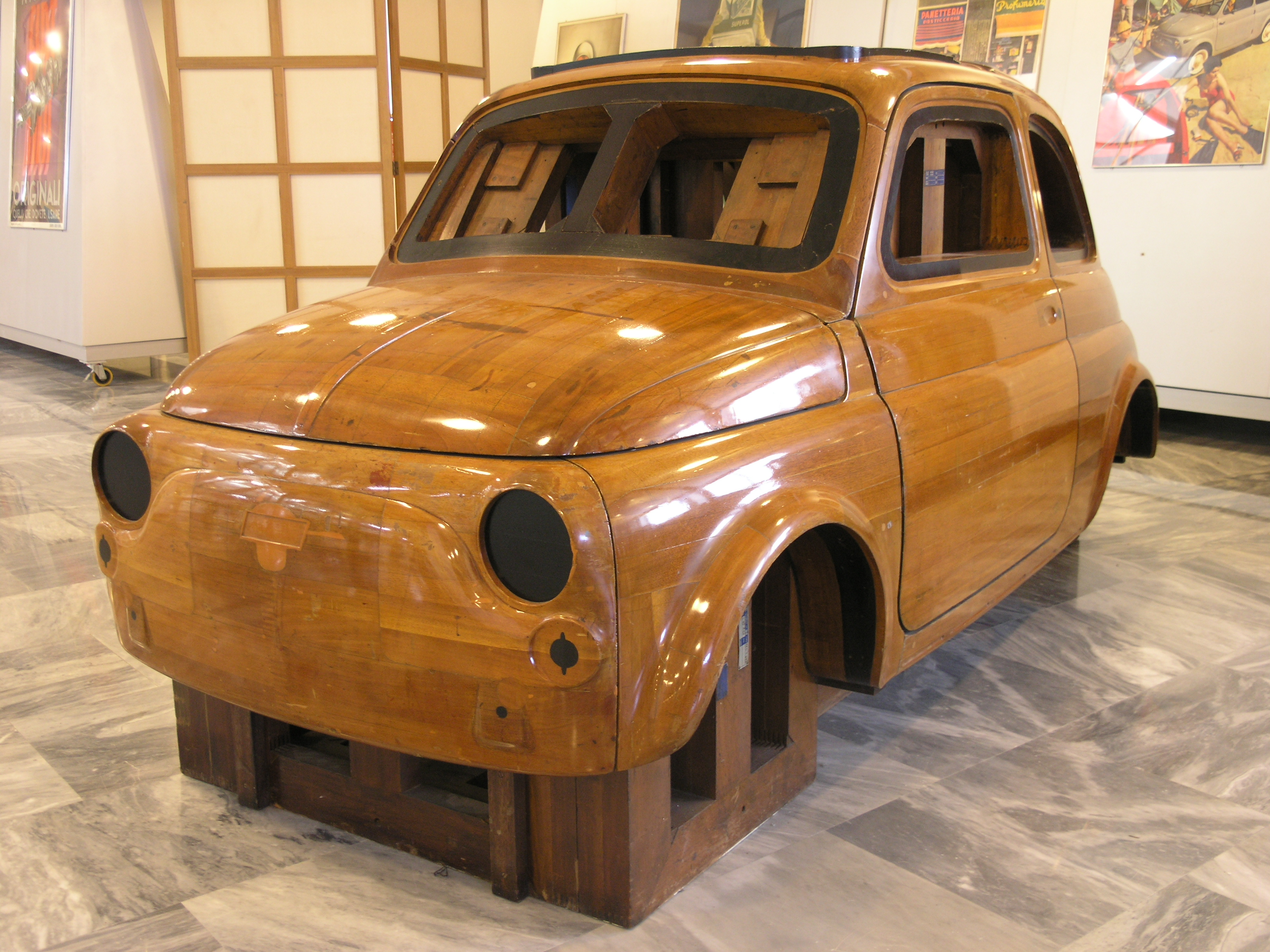
GIACOSA - Maquette della Fiat 500 R